# ＃1090 〜Thousand Dreams〜
「#1090 〜Thousand Dreams〜」（ワンオーナインオー サウザンド・ドリームズ）は、日本の音楽ユニットB'zの松本孝弘の楽曲。1992年3月18日に2作目のシングルとして発売された。

## 内容
2作目となるソロシングルとしてリリースされ、1992年1月10日から2016年3月11日までテレビ朝日系『ミュージックステーション』の3代目テーマソングとして起用されていた。

## 収録曲
1. #1090 〜Thousand Dreams〜 (4:23)
  - 「#1090」という曲名は松本の所有するギター（ストラトキャスター 1954 Tobbaco Brown Sunburst #1090）のシリアルナンバーに由来する。
  - 1992年1月10日から2016年3月までテレビ朝日系『ミュージックステーション』3代目テーマソングとなっていた[2]。
  - 2002年2月27日にリリースされたアルバム『華』に、リメイク版である「#1090 [千夢一夜]」が収録されている。
  - 2016年に「#1090 〜Million Dreams〜」として、アルバム『enigma』にボーナス・トラックとして新録。『ミュージックステーション』2016年3月25日放送分より4代目テーマソングとなっている[2]。
2. LIFE (3:58)
  - 1991年4月から1993年3月まで日本テレビ系『NECスーパーテレビ情報最前線』初代オープニングテーマソングだった。
  - アルバムに収録されていないものの、1992年4月22日にリリースされたアルバム『Wanna Go Home』にこの曲の別バージョンである「Life II」が収録されている。

## タイアップ
- テレビ朝日系『ミュージックステーション』テーマソング（#1）
- 日本テレビ系『NECスーパーテレビ情報最前線』オープニングテーマ（#2）

## 参加ミュージシャン
- 松本孝弘：ギター、全曲作曲・編曲
- 明石昌夫：マニピュレーター、全曲編曲
- B+U+M
- JOEY McCOY：コーラス ・ラップ（#1）
- 大黒摩季：コーラス（#1）

## 収録アルバム
#1090 〜Thousand Dreams〜
- Wanna Go Home（アルバムバージョン）

LIFE
- Wanna Go Home（Life II）

## 他アーティストによるカバー
- HISASHI - 2013年に開催された野外ライブ『GLAY Special Live 2013 in HAKODATE GLORIOUS MILLION DOLLAR NIGHT Vol.1』内の自身のギターソロコーナーで演奏され、同公演の映像作品にも収録されている。